# Глен Меркоскі
Гленн М. Меркоскі (нар. 8 квітня 1960) — колишній канадський професійний хокеїст. 
Грав у кількох лігах. Зіграв 66 ігор протягом 5 непослідовних сезонів у Національній хокейній лізі (1981–90), протягом якого він грав за «Нью-Джерсі Девілс», «Гартфорд Вейлерс» і «Детройт Ред Вінгз». Меркоскі також грав 10 сезонів поспіль в Американській хокейній лізі (1980–91), 1 сезон у Центральній хокейній лізі (1982–83) і 1 сезон у Німецькій хокейній лізі (1987–88).
Меркоскі почав грати в канадській юніорській хокейній лізі, відігравши 1 сезон (1976-77) у Міжнародній юніорській хокейній лізі Кутеней, 1 сезон (1977-78) у хокейній лізі Британської Колумбії та 3 сезони не поспіль (1976–80) у Західній хокейній лізі.
Після завершення кар'єри гравця він став головним тренером «Садбері Вулвз» хокейної ліги Онтаріо (1992-96), а потім «Адірондак Ред Вінгз» Американської хокейної ліги (1996-99). З 1999 по 2019 рік працював професійним скаутом «Детройт Ред Вінгз». У сезоні 2022—2023 Меркоскі працював генеральним менеджером і головним тренером молодіжної хокейної команди «Adirondack Junior Thunder».